# Eichsfeld

Wappen des Eichsfelds

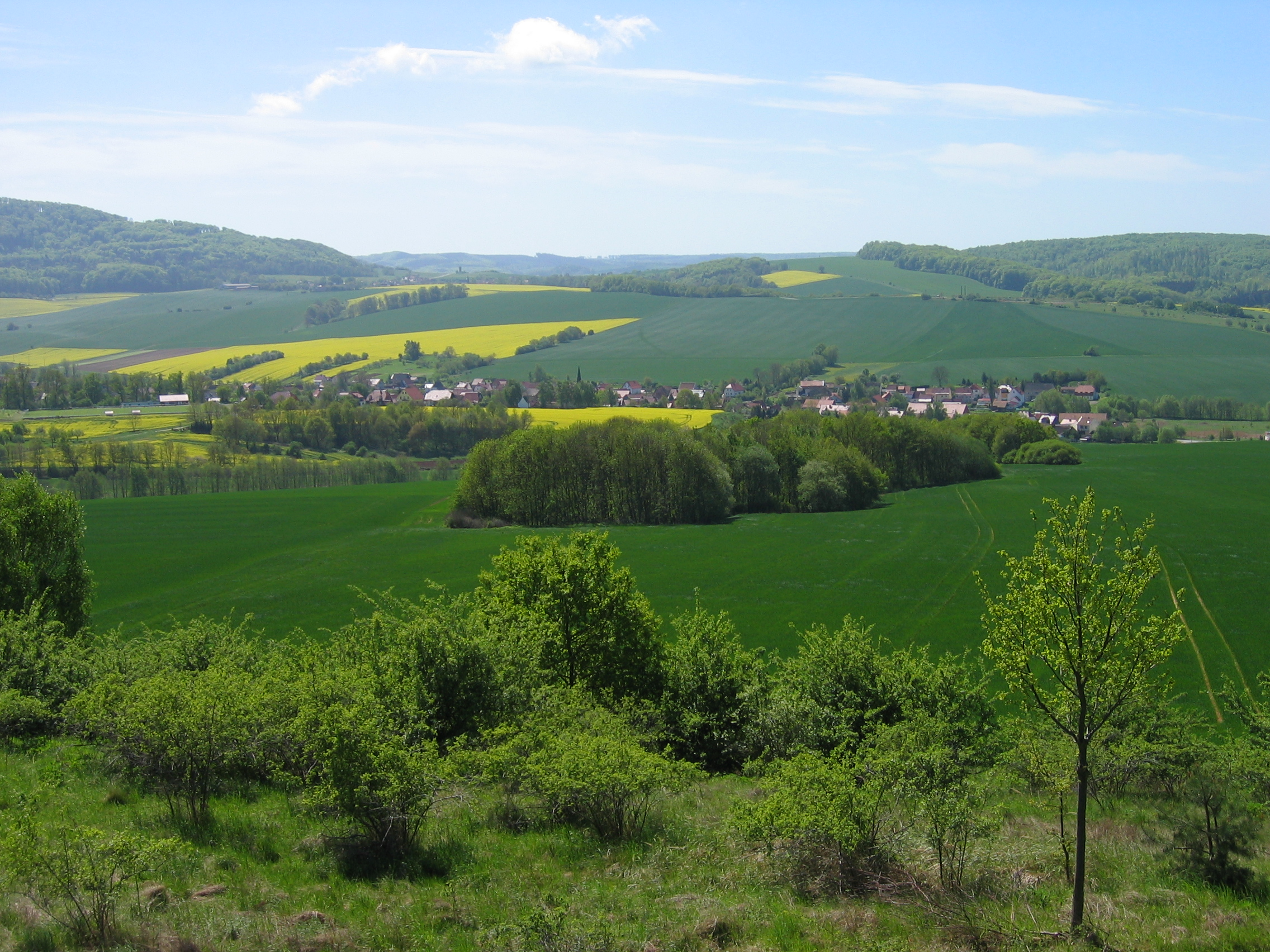
Typische Eichsfeld-Landschaft: Dörfer zwischen Feldern und bewaldeten Hügeln (hier: Ecklingerode am Ohmgebirge)

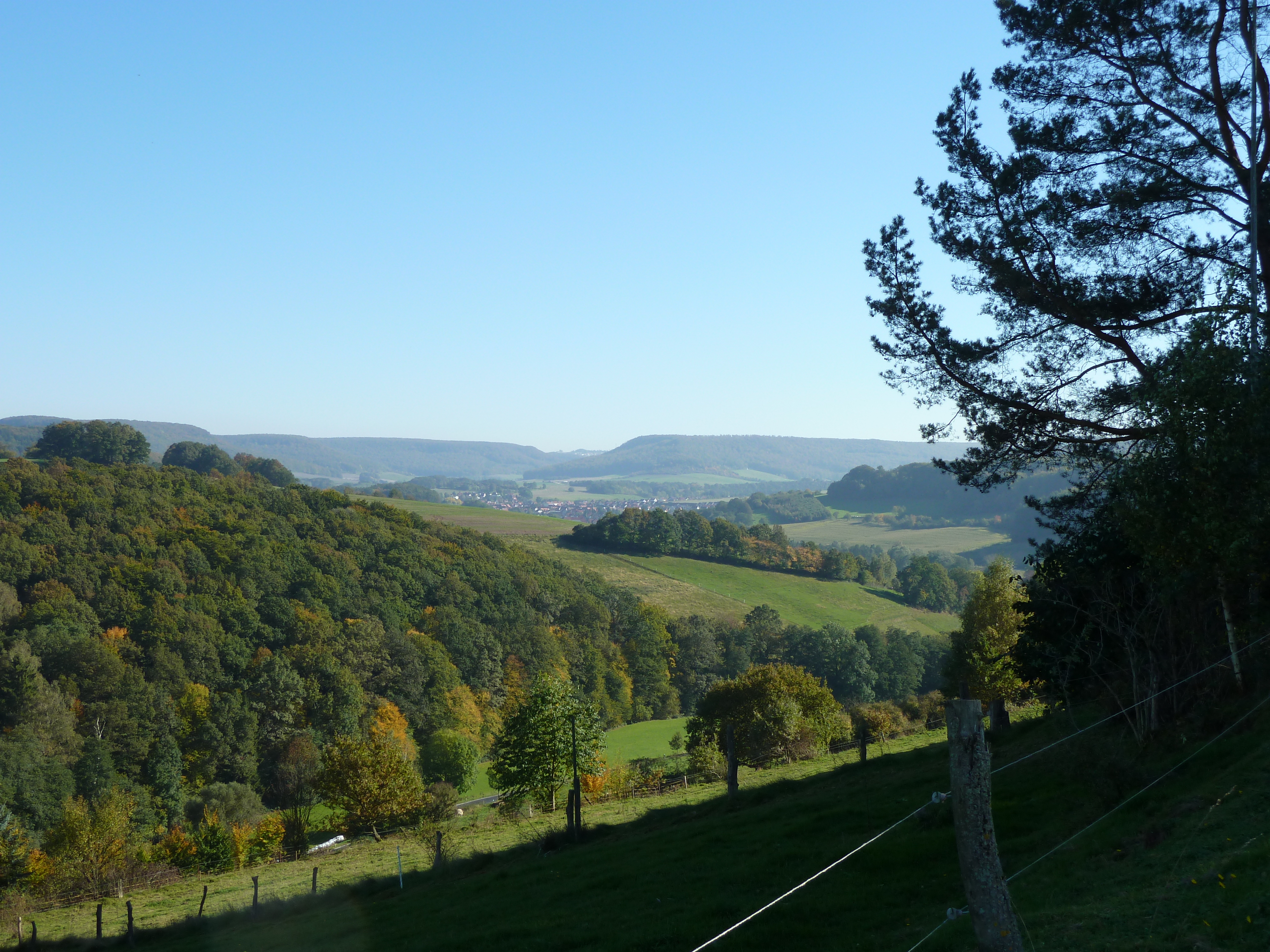
Blick vom Kreuzweg auf der Erhebung Auf dem Brink nach Südosten über das Schwobachtal nach Uder im Leinetal

Das Eichsfeld [regional-mundartlich: [ˈaɪksfɛlt] ⓘ] ist eine Landschaft im nordwestlichen Thüringen, südöstlichen Niedersachsen und nordöstlichen Hessen. Der Naturraum unterteilt sich im Wesentlichen in Eichsfelder Becken, Unter- und Obereichsfeld. Die größten Orte im Eichsfeld sind die Städte Duderstadt, Leinefelde-Worbis, Heiligenstadt und Dingelstädt sowie der Flecken Gieboldehausen. Als Eichsfeld wurde auch ein historisches Territorium bezeichnet. Heute bezeichnet es auch eine Kulturlandschaft. Zu unterscheiden davon ist der Landkreis Eichsfeld im thüringischen Teil des Eichsfelds. Für Orte, die dem Eichsfeld zugerechnet werden, siehe die Liste der Orte im Eichsfeld.
Seine katholische Prägung erhielt das Eichsfeld durch die jahrhundertelange Zugehörigkeit zum Erzstift Mainz. Die Reformation konnte sich im Eichsfeld nicht dauerhaft durchsetzen. Auch in der DDR blieb die katholische Prägung erhalten, das thüringische Eichsfeld war neben Teilen der Oberlausitz die größte Region in der DDR mit einer mehrheitlich katholischen Bevölkerung. Auch heute noch liegt die Zahl der regelmäßigen Kirchgänger über dem Bundesdurchschnitt.
Das Mainzer Rad im Wappen des Eichsfeldes weist auf die jahrhundertelange Herrschaft der Mainzer Bischöfe hin. Als Schutzpatron des Eichsfeldes gilt der heilige Martin. Inoffizielle Hymne des Eichsfeldes ist das von Hermann Iseke gedichtete Eichsfeldlied.

## Geographie

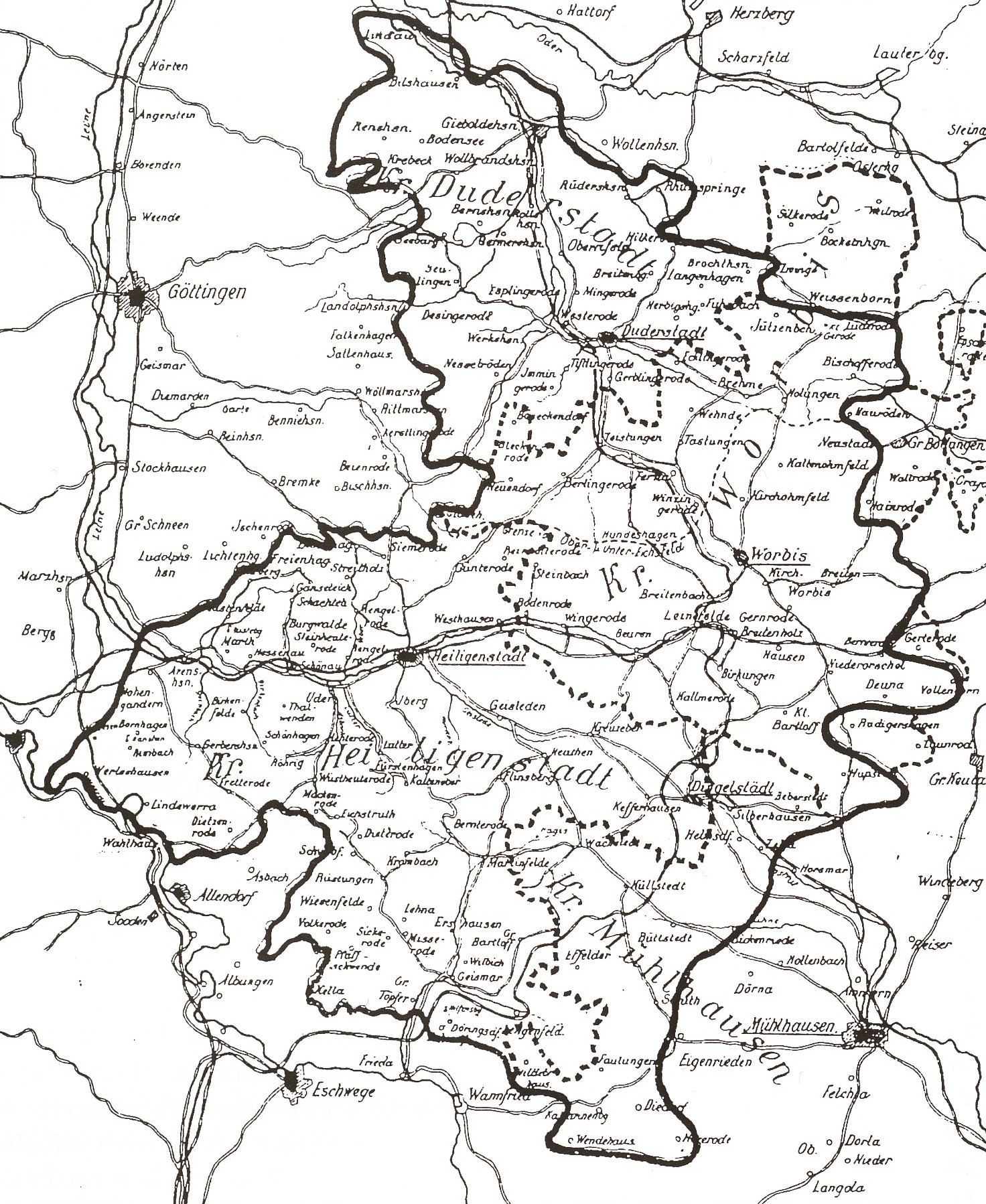
Das Eichsfeld um 1900

### Lage
Das Eichsfeld umfasst eine Fläche von etwa 1540 km² und liegt zwischen den Tälern der Rhume im Nordosten und der Werra im Südwesten, dem Thüringer Becken im Südosten und dem Göttingen-Northeimer Wald im Nordwesten. Die Elbe-Weser-Wasserscheide verläuft vom Harz kommend mitten durch das Eichsfeld. Hier liegen die Quellgebiete der Unstrut, der Wipper und der Helme, die zum Einzugsgebiet der Elbe gehören, und der Rhume, der Nisse, der Hahle, der Leine und der Frieda, die der Werra bzw. der Weser zufließen.

### Naturräumliche Gliederung und Landschaftsbild
Das Eichsfeld liegt im Grenzbereich von drei großen Naturräumen:
- der nordwestlichen Randplatte des Thüringer Beckens
- dem Unteren Werrabergland des Osthessischen Berglandes
- dem Unteren Eichsfeld und dem Eichsfelder Becken des Weser-Leine-Berglandes

Im Süden besteht das Eichsfeld aus mehreren rund 450 m hohen Muschelkalkplatten (Dün, Oberes Eichsfeld, Gobert), die zu den Tälern der Leine und Werra mit einer steilen und stark gegliederten Stufe abfallen. Höchster Punkt im Eichsfeld ist die Goburg auf dem Höhenzug der Gobert mit einer Höhe von 543,4 m. Nach Westen anschließend liegen bergige Landschaften, die zum Werrabergland gerechnet werden (Höheberg, Rosoppe-Frieda-Hügelland).
Nördlich schließt sich die Buntsandsteinlandschaft des mittleren Eichsfeldes an, zu der das obere Leinetal mit dem Zehnsberg und der Eichsfelder Kessel gerechnet werden. Auch hier erheben sich größere Höhenzüge, so das Ohmgebirge mit dem 533,4 m hohen Birkenberg und östlich die Bleicheröder Berge, die mit dem Dün die Eichsfelder Pforte an der Wipper bei Sollstedt bilden.
Ganz im Norden liegt die fruchtbare Beckenlandschaft der Goldenen Mark, sie wird begrenzt von umliegenden Hügellandschaften der Hellberge und dem Rotenberg im Osten sowie dem Göttinger Bergland im Westen.

### Grenzen im Eichsfeld

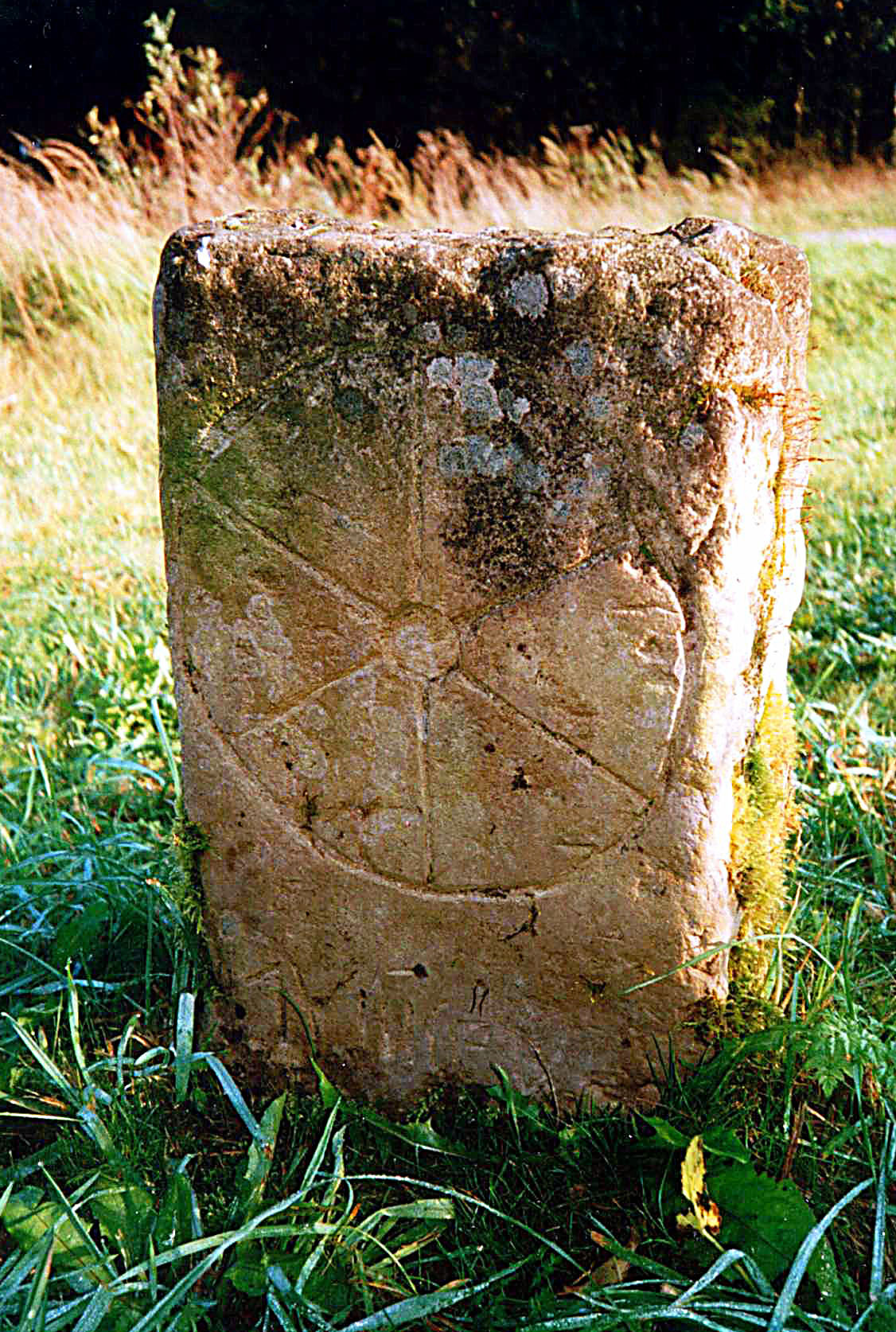
Nachbildung des Kurmainzischen Grenzsteins (südlich von Weilrode)
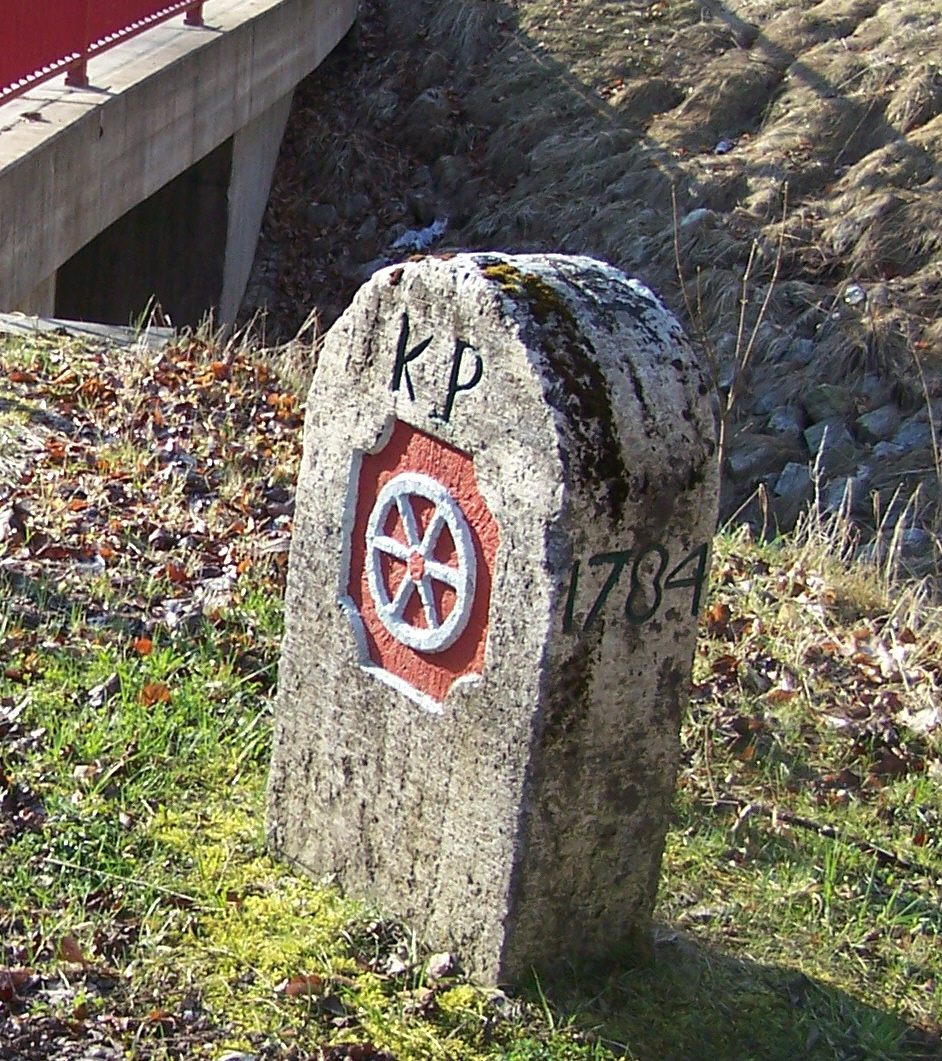
Grenzstein (südlich von Heyerode)

Allgemein gliedert man die Landschaft in zwei Teile, das rauere und höher gelegene Obereichsfeld und im Norden das tiefer gelegene Untereichsfeld. Während die Grenzen des historischen Eichsfeldes relativ eindeutig definiert sind, besteht über den Verlauf dieser Grenzlinie keine einheitliche Festlegung:
- als vereinfachte Grenze wird sie entlang der Flusstäler von Leine und Wipper angenommen.
- nach geographisch-geologischen Gesichtspunkten verläuft sie am nördlichen Abhang von Dün und Oberem Eichsfeld.
- entlang der Sprachgrenze zwischen dem mitteldeutschen und dem niederdeutschen Dialekt (eingezeichnet in der Karte Das Eichsfeld)
- nach politisch-administrativen Gesichtspunkten an der Landesgrenze zwischen Thüringen und Niedersachsen. Die heutige Landesgrenze von Thüringen bildete auch die Innerdeutsche Grenze.

Bedingt durch die wechselvolle Geschichte erstreckt sich das Eichsfeld heute über drei Bundesländer und fünf Landkreise.

### Orte im Eichsfeld
Der größte Teil des Obereichsfeldes mit den Städten Heiligenstadt, Leinefelde-Worbis und Dingelstädt gehört zum Land Thüringen, Landkreis Eichsfeld. Darüber hinaus liegen sieben obereichsfeldische Orte im Unstrut-Hainich-Kreis, zwei weitere im hessischen Werra-Meißner-Kreis (siehe Wanfrieder Abkommen). 18 Orte des Untereichsfeldes liegen in Thüringen (Landkreis Eichsfeld), der Rest des Untereichsfeldes mit dem Zentrum Duderstadt gehört zum Land Niedersachsen, alle im Landkreis Göttingen mit Ausnahme von Lindau, das zum Landkreis Northeim gehört. Diese Zusammenhänge sind – auch wenn dort die Grenzverläufe bis 1945 dargestellt sind – in der Karte Das Eichsfeld oben rechts gut zu erkennen. Die feine gestrichelte Linie nördlich von Worbis stellt die Grenze zwischen Ober- und Untereichsfeld dar.
Vereinfachend wird heute meist der gesamte thüringische Teil des Eichsfelds als Obereichsfeld und der niedersächsische Teil, der dem ehemaligen Landkreis Duderstadt entspricht, als Untereichsfeld bezeichnet.
Alle zum historischen Eichsfeld gehörenden Orte sind in der Liste der Orte im Eichsfeld aufgeführt.

### Hauptstadt
Oft wird Heiligenstadt die „traditionelle Hauptstadt des Eichsfelds“ genannt. Im Untereichsfeld wird jedoch Duderstadt als Hauptstadt angesehen. Diese Ansichten lassen sich auf die ehemaligen Fürstentümer zurückführen.

## Sprache
Die niederdeutsch-mitteldeutsche Sprachgrenze verläuft vom Rohrberg kommend über den Zehnsberg und den Nordrand des Ohmgebirges zwischen Untereichsfeld und Obereichsfeld. Im Obereichsfeld wird ein spezieller Dialekt – das Eichsfeldische – gesprochen, man hört dort das Thüringische heraus, speziell bei harten Konsonanten. Der Dialekt ist aber bei weitem nicht so „verwaschen“ und thüringisch angehaucht, wie dies in den angrenzenden thüringischen Landkreisen der Fall ist. Im Untereichsfeld sprach man – heute allerdings nur noch vereinzelt – Plattdeutsch; heute spricht man vorwiegend Hochdeutsch.
Schon beim Umgang mit dem Begriff Eichsfeld selbst gibt es – auch im ‚hochdeutsch‘ geprägten Untereichsfeld – einige Besonderheiten: das Wort Eichsfeld wird [ˈaɪksfɛlt] („Eixfeld“ oder „Eiksfeld“) ausgesprochen. Statt „im Eichsfeld“ heißt es auch „auf dem Eichsfeld“. Ebenso ist statt „aus dem Eichsfeld“ die Bezeichnung „vom Eichsfeld“ gebräuchlich.

## Geschichte

### Namensherkunft
Um die Deutung der Herkunft des Namens „Eichsfeld“ konkurrieren mehrere Annahmen:
- „Eichsfeld“ leite sich ab von den früher hier häufig vorkommenden Eichenbeständen.
- „Eichsfeld“ leite sich ab vom Feld eines Aiko oder Eico.
- „Eichsfeld“ leite sich ab von einem alten Namen des Oberlaufs der Unstrut.[5]

Die Ableitung von den Eichen wird heute favorisiert: Eiches-feld bzw. Eichesvelt nach der nordwestthüringischen Mundart. Im Mittelniederdeutschen heißen die Früchte der Eiche Aekern (mundartlich), Aiks/Akel (gotisch), Echila/Ecker (althochdeutsch). 1330 lautet in einer Urkunde die Schreibweise „zu Rusteberg und uf deme eckesu(v)elt“ und entspricht der niederdeutschen Form zu Eiche. Ernst Moritz Arndt nahm ebenfalls eine Ableitung des Namens von der Eiche an, sowohl für die Eifel als auch für das Eichsfeld: Mir ist es sehr wahrscheinlich, daß der Name von der Eiche hergenommen ist, welche immer der Hauptbaum der Eifel war und noch immer ist. Ich glaube der Name Eifel ist nichts anderes als ein abgebissenes und verstümmeltes Eichsfeld, so daß sie mit dem thüringischen Eichsfeld auch die Namensgemeinschaft trüge, wie sie jetzt leider auch die Gemeinschaft der Wälderverwüstung und mancher öder Stellen mit ihm hat. Darüber hinaus wird eine Ableitung von einer Wüstung  „Eiche“ vermutet, welche im Luhnetal zwischen Lengefeld, Dörna und Bickenriede gelegen haben soll.

### 897 (Ersterwähnung) bis 1900
Das Eichsfeld wurde erstmals am 28. Januar 897 urkundlich erwähnt. Arnulf von Kärnten bestätigte in einer Urkunde in Regensburg den Gütertausch in pago Eichesfelden zwischen dem Abt Huki von Fulda und dem Grafen Konrad. Es bezeichnete ursprünglich das Gebiet zwischen Heiligenstadt und Mühlhausen und war ein thüringischer Gau.
Im Jahr 1022 gab es eine erste Nachricht über Mainzer Besitzungen auf dem Eichsfeld (um Heiligenstadt und den Rusteberg). Im Jahr 1124 begannen die Klostergründungen auf dem Eichsfeld. Zwischen 1022 und 1573 erwarb das Kurfürstentum Mainz weitere Besitzungen und bildete Verwaltungsstrukturen heraus. So erwarb Kurmainz 1294 auch das ursprüngliche Eichsfeld von den Herren von Gleichen. Erst später wurde der Name des ursprünglich thüringischen Gebietes für den gesamten Mainzer Besitz östlich der Werra übernommen.

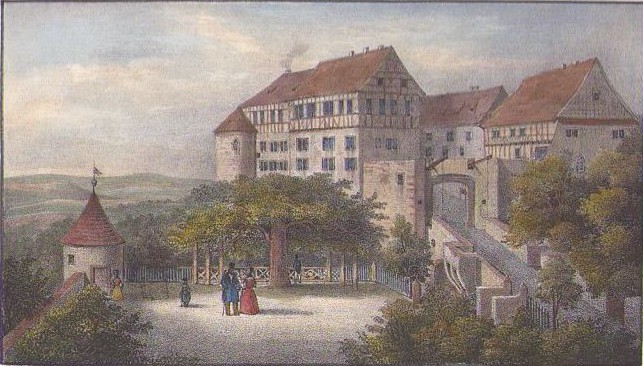
Burg Bodenstein

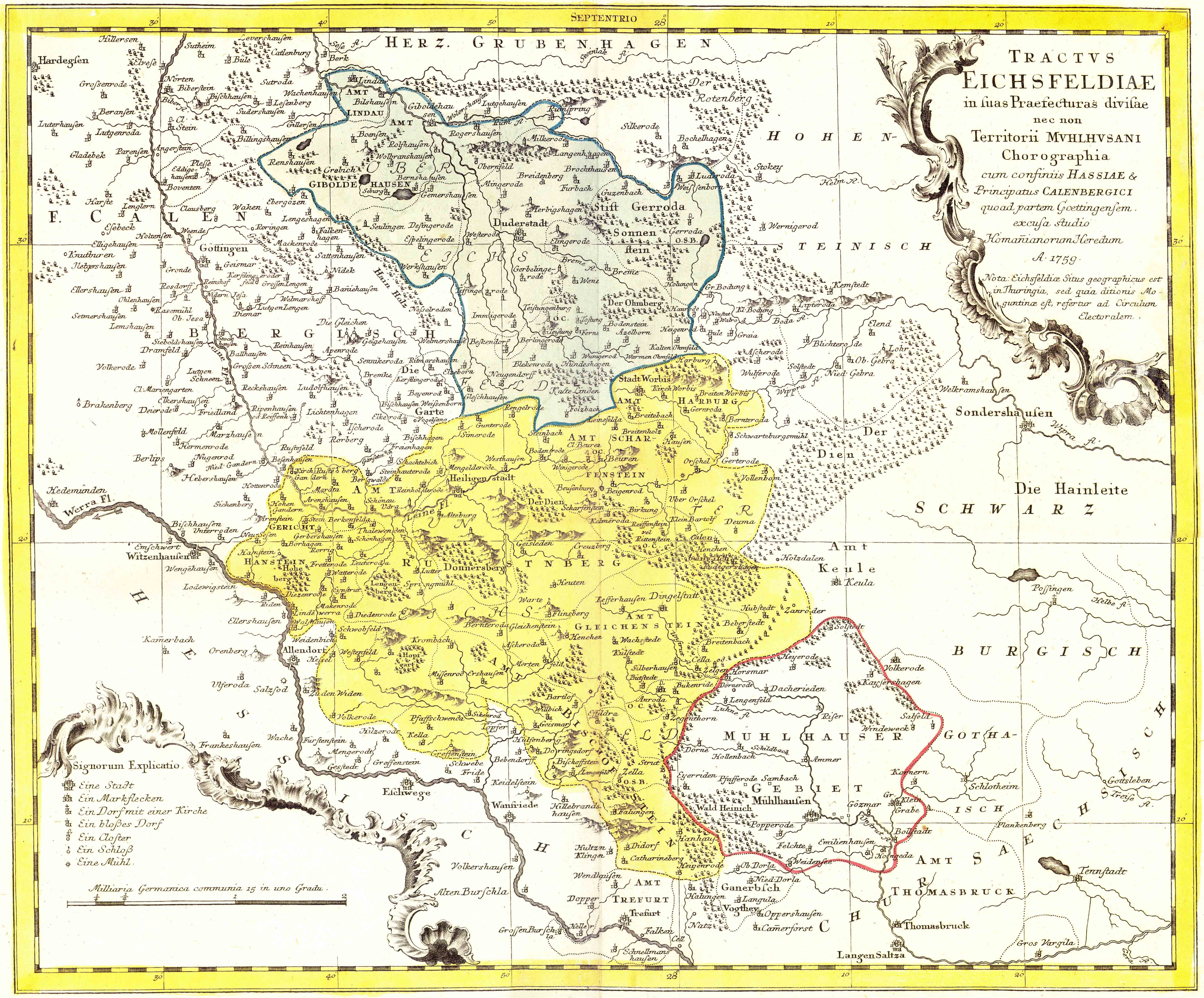
Das Eichsfeld um 1759
(Die Karte enthält einige Fehler: siehe Kartenbeschreibung auf Commons)

Das nordwestlich von Duderstadt gelegene Untereichsfeld war zunächst liudolfingisches Hausgut und ottonisches Reichsgut, kam im 10. Jahrhundert an das Stift Quedlinburg und fiel 1247 an das Herzogtum Braunschweig-Lüneburg, dessen Linie Grubenhagen es 1342/58 bzw. 1434 an das Kurfürstentum Mainz verpfändete.
1524 brach der Bauernkrieg in der freien Reichsstadt Mühlhausen aus. Heinrich Pfeiffer, Mitstreiter Thomas Müntzers, zog gegen das Eichsfeld und plünderte und verbrannte Klöster und adelige Höfe. Viele Bewohner wandten sich dem Protestantismus zu. Aufgrund des Augsburger Religionsfriedens begannen die Jesuiten 1575 auf Geheiß des Fürstbischofs von Mainz mit der Gegenreformation. Gemäß der Regel Cuius regio, eius religio wurde im Verlauf von 50 Jahren das Eichsfeld bis auf wenige Dörfer rekatholisiert. Evangelisch blieb die Herrschaft Bodenstein der Herren von Wintzingerode, die mit Hilfe der Herzöge von Braunschweig-Grubenhagen für sich und ihre Untertanen die freie lutherische Religionsausübung durchsetzen konnten.
1622 begann für das Eichsfeld der Dreißigjährige Krieg. Die Schweden, die Kaiserlichen, die Dänen, die Hessen und die Sachsen verproviantierten sich, plünderten und brandschatzten.
Im Jahr 1650 übernahm der Kurfürst von Mainz wieder den Besitz seines Landes, das zu mehr als einem Drittel verwüstet und dessen Bevölkerung auf ein Viertel zurückgegangen war.
König Friedrich Wilhelm III. nahm 1802 das gesamte kurmainzische Eichsfeld für Preußen in Besitz, und es entstand das Mediatfürstentum Eichsfeld. Von 1807 bis 1813 war das Eichsfeld Teil des Königreichs Westphalen, nach dessen Auflösung es wieder zu Preußen kam.
Auf dem Wiener Kongress wurde das Eichsfeld 1815 geteilt. Aus dem Obereichsfeld und dem südlichen Teil des Untereichsfeldes entstanden die Kreise Heiligenstadt und Worbis, die damit zur preußischen Provinz Sachsen gehörten. Der größere nördliche Teil des Untereichsfeldes kam zum Königreich Hannover, das 1866 von Preußen annektiert wurde und fortan zur Provinz Hannover gehörte. Das Eichsfeld gehörte zwar wieder demselben Staat an, dem Königreich Preußen, war aber durch die Provinzgrenze zwischen Hannover und Sachsen geteilt. 1885 wurde der Kreis Duderstadt gebildet.

### 1900 bis heute

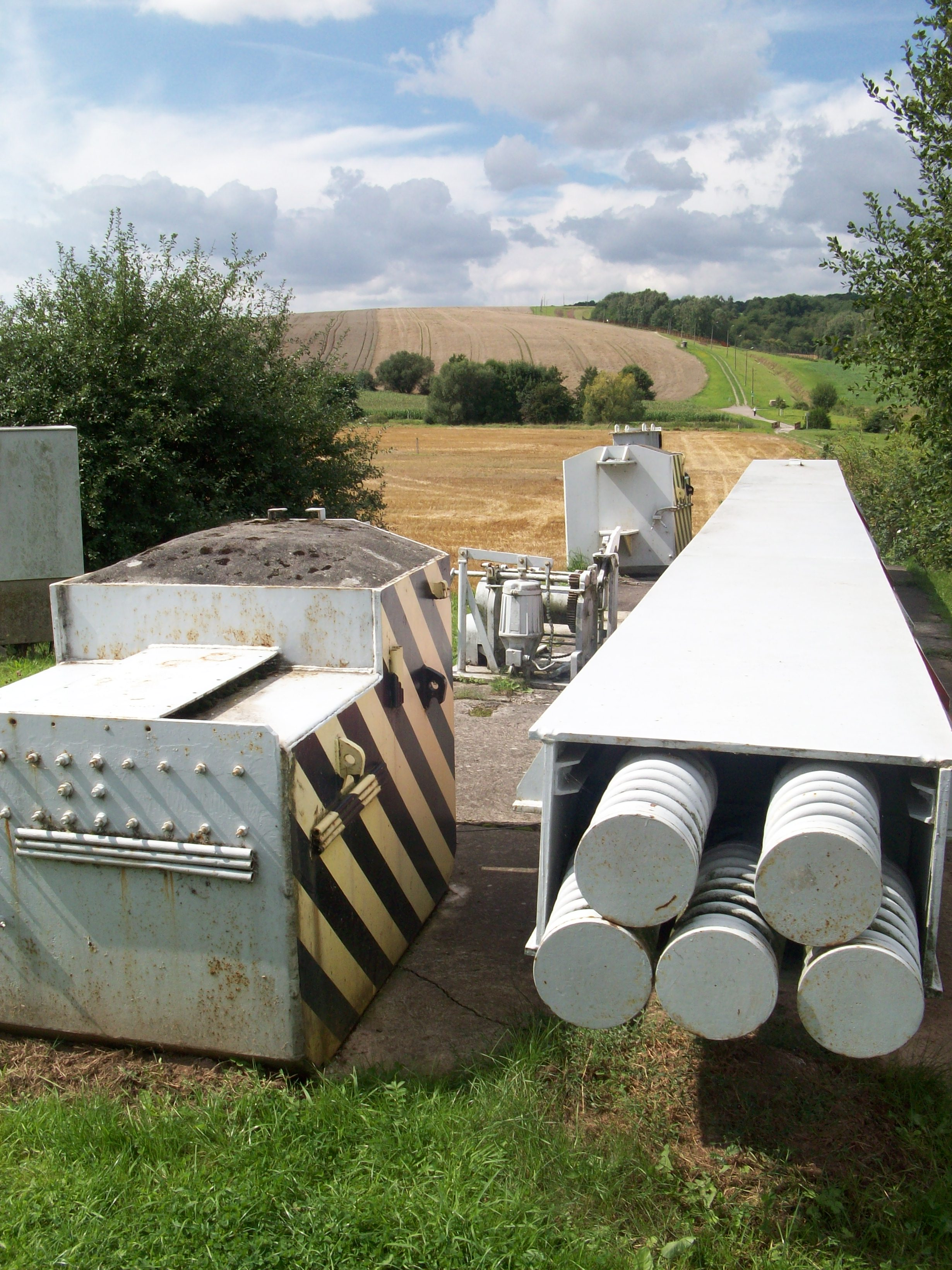
Stahlschiebeschranke an der ehemaligen innerdeutschen Grenze im Grenzlandmuseum bei Teistungen

Zur Geschichte des Eichsfeldes in der Zeit des Nationalsozialismus siehe:
Das Eichsfeld wurde am Ende des Zweiten Weltkriegs durch Einheiten der 3. US-Armee mit absoluter Lufthoheit und starken Panzerkräften zwischen dem 3. und dem 10. April 1945 besetzt. Vorausgegangen waren häufig Jagdbomberangriffe und Artilleriebeschuss. Am 7. April erfolgte bei und in Struth eine Gegenoffensive der Wehrmacht, die noch am gleichen Tag verlustreich zusammenbrach. Auf 50 Friedhöfen im Eichsfeld finden sich die Gräber von 175 deutschen Soldaten, 125 weitere im Eichsfeld Gefallene auf dem hessischen Soldatenfriedhof Nieder-Weisel. In 54 Eichsfeldorten entstanden im Zusammenhang mit der Besetzung zum Teil erhebliche Gebäudeschäden, auch an Kirchen. In 22 Orten starben 65 Zivilpersonen, überwiegend Frauen und Kinder. Zuvor kam es ab Anfang 1944 zu Abstürzen von 17 schweren US-Bombenflugzeugen, 14 US-Jagdflugzeugen und 22 deutschen Jagdflugzeugen über dem Eichsfeld.
Der Landkreis Duderstadt gehörte seit 1945 zur Britischen Besatzungszone und wurde ab 1946 ein Teil des Bundeslandes Niedersachsen. Die Kreise Heiligenstadt, Worbis und Mühlhausen waren ab 1945 Teil der Sowjetischen Besatzungszone und gelangten mit dem ehemaligen preußischen Regierungsbezirk Erfurt endgültig zum Land Thüringen. Durch das Wanfrieder Abkommen vom 17. September 1945 wurden zwei Eichsfelder Dörfer der amerikanischen Besatzungszone einverleibt und zum Ausgleich fünf hessische Dörfer der sowjetischen Besatzungszone hinzugefügt. Ab 1949 war das Obereichsfeld Teil der DDR.
An der einst auf dem Wiener Kongress durch das Eichsfeld gezogenen Grenze entstand in den folgenden Jahren der Eiserne Vorhang. 
Als katholische Enklave im protestantischen Thüringen wurde der Landkreis Eichsfeld nach dem Zweiten Weltkrieg zu einer Hochburg der CDU Thüringen. Bereits im Wahlkampf zu den Kommunalwahlen in der SBZ 1946 zeichnete sich eine schwere Niederlage der SED ab, da die Wahlveranstaltungen der CDU überfüllt und die der SED kaum besucht waren. Auch die Versuche der SMAD, die Bevölkerung einzuschüchtern (so wurde unmittelbar vor der Wahl der Landrat Aloys Schaefer verhaftet), bewirkten keine Änderung. Bei den Kommunalwahlen erhielt die CDU 34 Sitze im Kreistag, die SED mit 14 und die VdgB mit 2 waren weit abgeschlagen. Mit den Stimmen der CDU wurde der CDU-Landtagsabgeordnete Hugo Dornhofer zum Vorsitzenden des Kreistags und Adolf Braedel (CDU) zum Landrat gewählt. Auch bei den Landtagswahlen am 20. Oktober erreichte die CDU mit 68 % im Landkreis das beste Ergebnis in Thüringen. Im Nachgang zur Wahl wurden als Strafaktion die Ablieferungsverpflichtungen der Bauern des Eichsfeldes heraufgesetzt. Im Rahmen der Gleichschaltung der Ost-CDU wurde Dornhofer am 19. Februar 1948 zum Rücktritt gezwungen. Braedel musste April 1950 in den Westen flüchten. Der Eichsfeldplan der SED regelte ab 1958 die Industrialisierung des Eichsfelds.

## Verkehr

### Straßen
In Ost-West-Richtung verläuft die Autobahn 38 (Göttingen–Leipzig) durch das Eichsfeld. Zwei Bundesstraßen queren das Eichsfeld in Ost-West-Richtung: die B 27 (Göttingen–Braunlage) und die B 446 (Nörten-Hardenberg–Duderstadt) im Untereichsfeld, außerdem früher noch die B 80 (ersetzt durch die A 38; heute L 3080) im Obereichsfeld. Als Nord-Süd-Verbindung durchquert die B 247 (Northeim–Duderstadt–Leinefelde-Worbis–Dingelstädt–Mühlhausen) nahezu das gesamte Eichsfeld.

### Schienenverkehr
Zwischen Heiligenstadt und Leinefelde verläuft die überregional bedeutende Bahnstrecke Halle–Hann. Münden und die Strecke Göttingen–Erfurt (Bahnstrecke Gotha–Leinefelde). Die Strecke Halle–Hann. Münden–Kassel wurde als Verkehrsprojekt Deutsche Einheit bis 1994 zweigleisig ausgebaut und elektrifiziert.
Die ehemalige Bahnstrecke Leinefelde–Wulften ist seit Mitte der 1990er Jahre (Untereichsfeld) bzw. 2001 (Obereichsfeld) nicht mehr im Betrieb. Bis 1931 gab es außerdem noch eine Schmalspurbahn zwischen Göttingen und Duderstadt, die Gartetalbahn. Außerdem wird das Eichsfeld im Norden von der Bahnstrecke Herzberg–Bleicherode tangiert.
Verkehrsgeschichtlich interessant ist der aufwendig durchs Eichsfeld errichtete, stillgelegte Abschnitt der sogenannten Kanonenbahn zwischen Leinefelde und Eschwege.

### Flugplätze
Der Flugplatz Eichsfeld bei Heiligenstadt ist der einzige Flugplatz im gesamten Eichsfeld. Er wurde 2005 mit einer 750 m langen Asphaltbahn ausgestattet, die nun auch größeren Privatflugzeugen eine Landung ermöglicht.

## Sehenswürdigkeiten

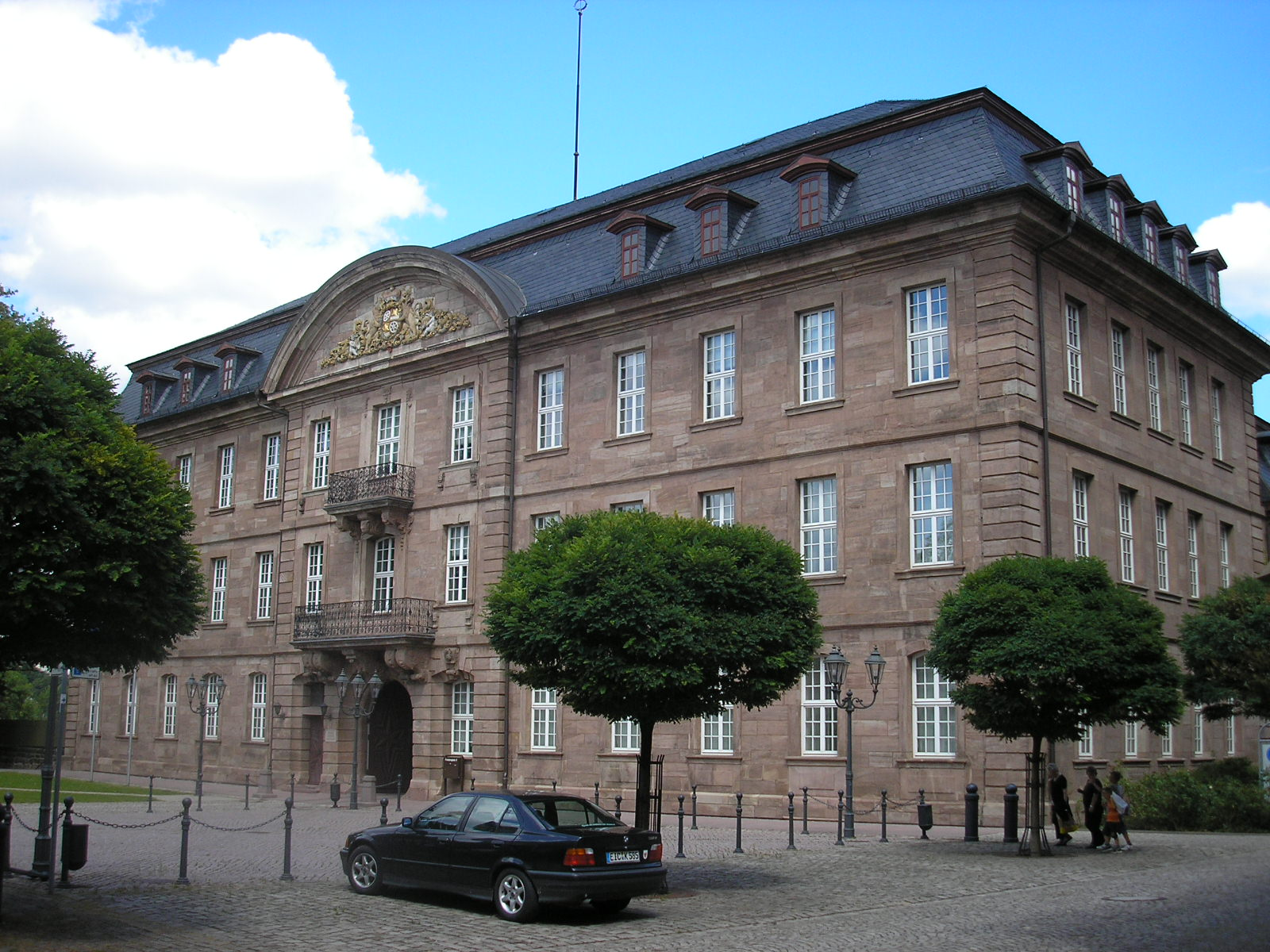
Das Mainzer Schloss in Heiligenstadt, 1736 bis 1738 als Residenz des erzbischöflich kurmainzischen Statthalters erbaut, heute Sitz des Landratsamtes des Landkreises Eichsfeld

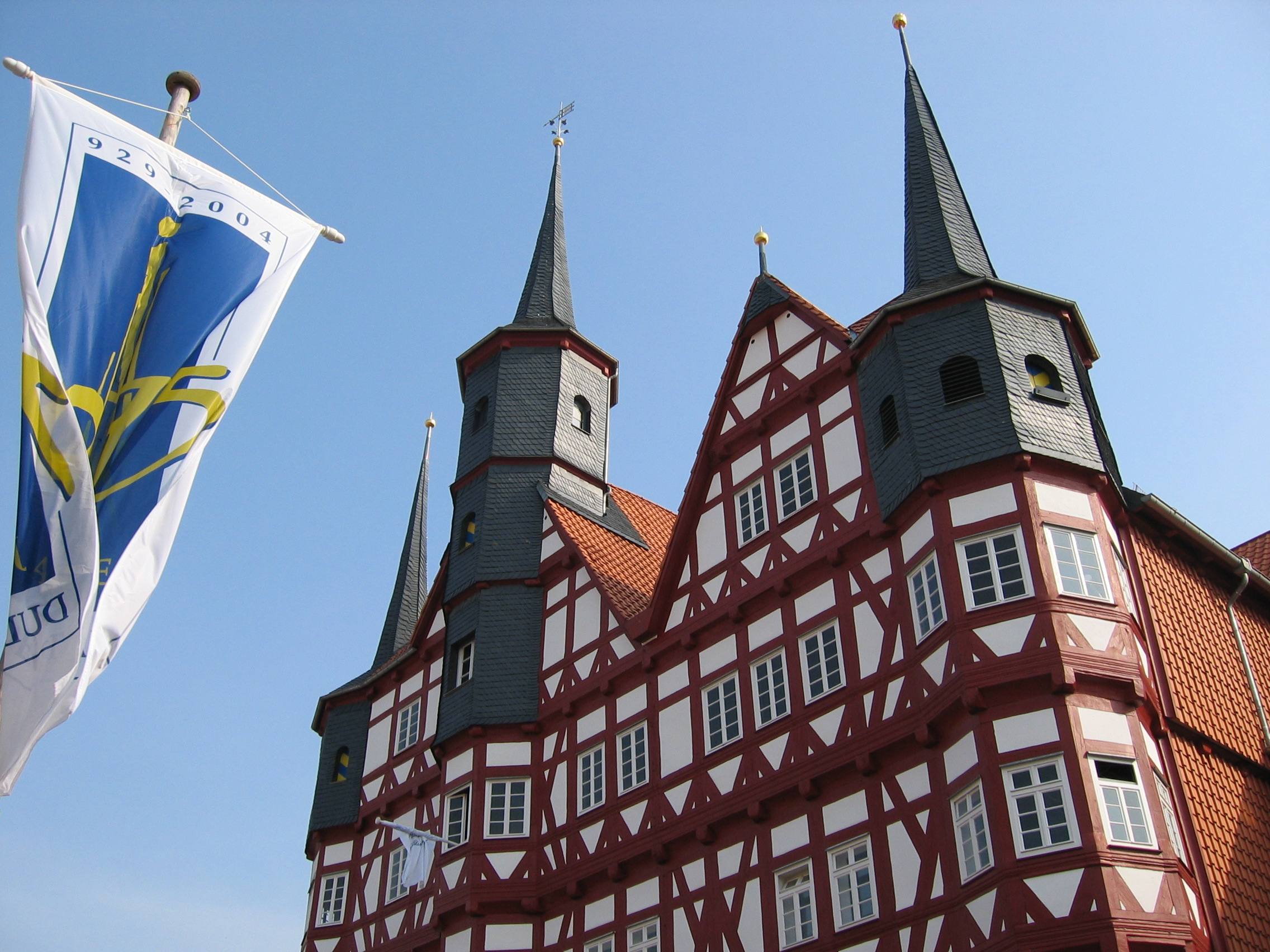
Historisches Rathaus Duderstadt

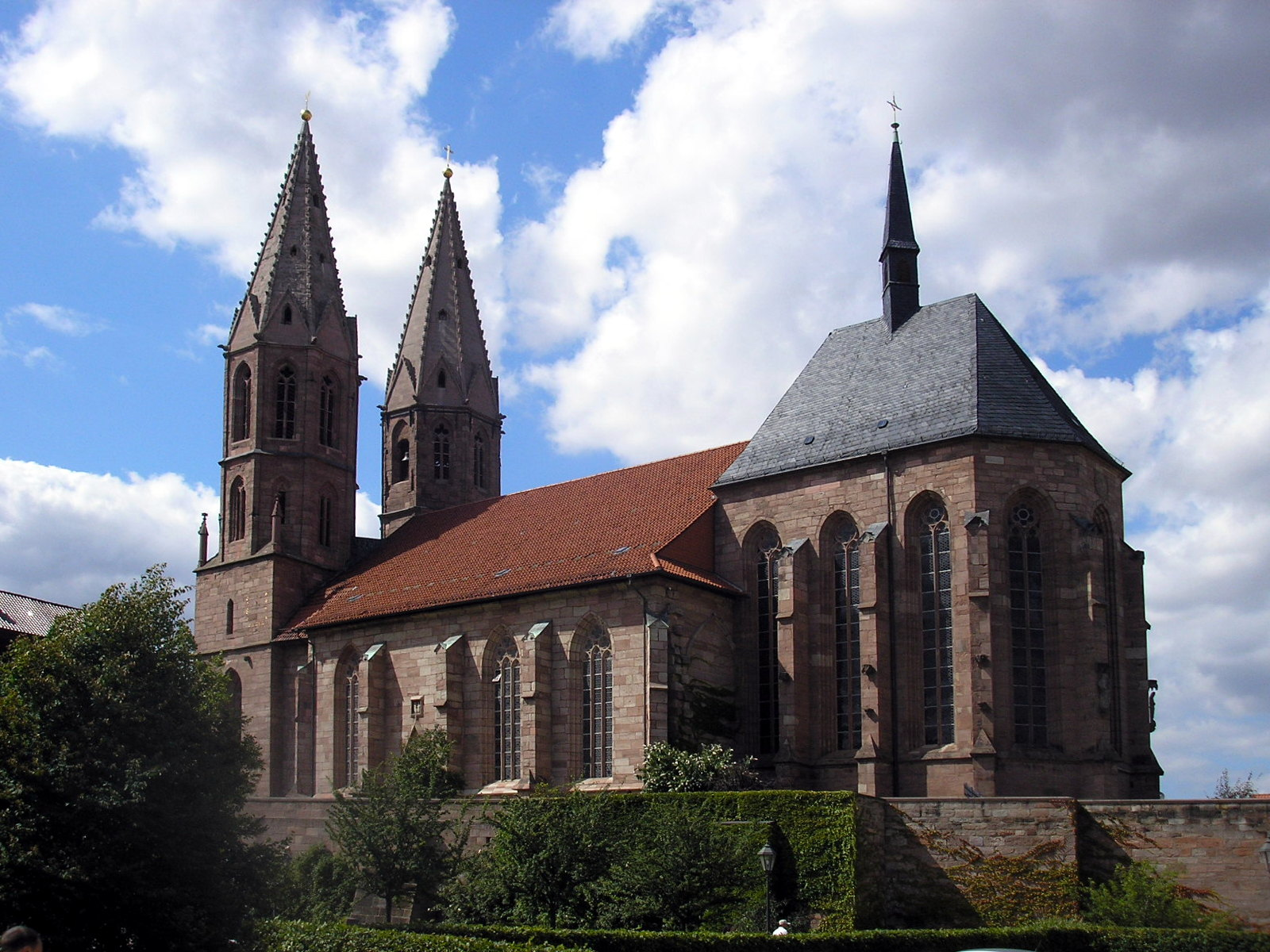
St. Marien in Heiligenstadt

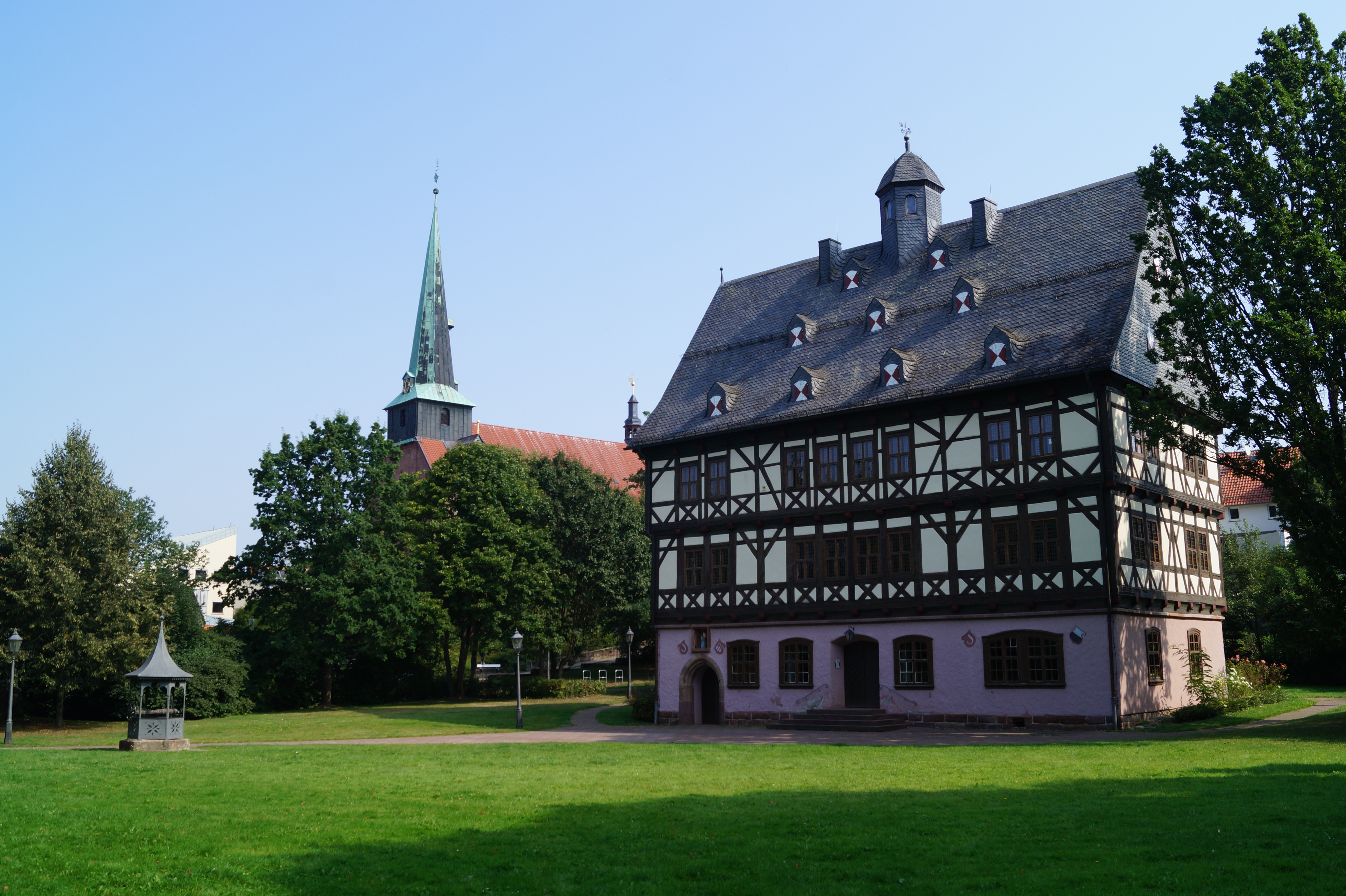
Schloss und Kirche in Gieboldehausen

### Burgen und Schlösser
Burg Altenstein,
Burg Bodenstein,
Burg Gleichenstein,
Burg Greifenstein,
Burg Hanstein,
Burg Harburg,
Hasenburg (auch Asenburg geschrieben),
Burgruine Rusteberg,
Burg Scharfenstein,
Burgruine Birkenstein bei Birkungen,
Schloss Bischofstein (bei Lengenfeld unterm Stein),
Schloss Gieboldehausen,
Schloss Großbodungen,
Wasserburg Deuna,
Mushaus in Lindau,
Schloss Martinfeld,
Schloss Buhla

### Baudenkmale
- Duderstadt: Rathaus, Westerturm, Basilika St. Cyriakus (röm.-kath.), St. Servatius (ev.-luth.), Mittelalterliche Stadtmauer
- Heiligenstadt: Klausmühle, Altes Rathaus, Jesuitenkolleg, Kurmainzer Schloss, Mainzer Haus
- Lengenfeld unterm Stein: Kanonenbahnviadukt

### Klöster
- Ehemaliges Augustinerkloster in Germershausen
- Ehemaliges Franziskanerkloster in Worbis
- Ehemaliges Zisterzienser-Kloster Reifenstein
- Franziskanerkloster Kerbscher Berg (Dingelstädt)
- Ehemaliges Kloster Zella
- Ehemaliges Kloster Gerode (bei Weißenborn-Lüderode)
- Franziskanerkloster Hülfensberg
- Ehemaliges Zisterzienserinnenkloster Beuren
- Ehemaliges Zisterzienserinnenkloster Anrode (bei Bickenriede)
- Ehemaliges Zisterzienserinnenkloster Teistungenburg
- Kloster der Schwestern der hl. Maria Magdalena Postel in Heiligenstadt (Bergkloster)
- Redemptoristenkloster St. Klemens Heiligenstadt
- Ursulinenkloster in Duderstadt

### Wallfahrtsorte
- Etzelsbach, Pferdewallfahrt an Mariä Heimsuchung
- Breitenholz, Mariä Heimsuchung
- Germershausen, Maria in der Wiese
- Höherberg (bei Wollbrandshausen), 14 Nothelfer
- Hülfensberg, Ort an dem Bonifatius angeblich die Donar-Eiche fällte (irrtümliche Annahme; tatsächlicher Ort des Geschehens war das nordhessische Geismar bei Fritzlar)
- Kerbscher Berg (bei Dingelstädt), Frauenwallfahrt
- Klüschen Hagis, Männerwallfahrt an Christi Himmelfahrt
- Worbis, Antoniuswallfahrt
- Werdigeshäuser Kirche bei Kefferhausen, Wallfahrt am Dreifaltigkeitssonntag

### Sonstige
Naturpark Eichsfeld-Hainich-Werratal,
Seeburger See,
Thiershäuser Teiche,
Rhumequelle,
Heinz-Sielmann-Stiftung (Gut Herbigshagen),
Bärenpark Worbis,
Bergbaumuseum Bischofferode,
Eichsfelder Krippenweg (die schönsten Kirchenkrippen),
Unstrutquelle (Kefferhausen),
Mühlhäuser Landgraben (Grenze zu den ehemaligen Gebieten der Freien und Hansestadt Mühlhausen) mit einigen noch erhaltenen Warten,
Grenzlandmuseum Eichsfeld (Teistungen),
Ruine in Wildungen nahe Brehme,
750 Jahre alte Eibe in Tastungen (älteste Eibe in Thüringen),
Sonnenstein, Eichsfelder Heimatmuseum (Heiligenstadt), Literaturmuseum „Theodor Storm“ (Heiligenstadt)

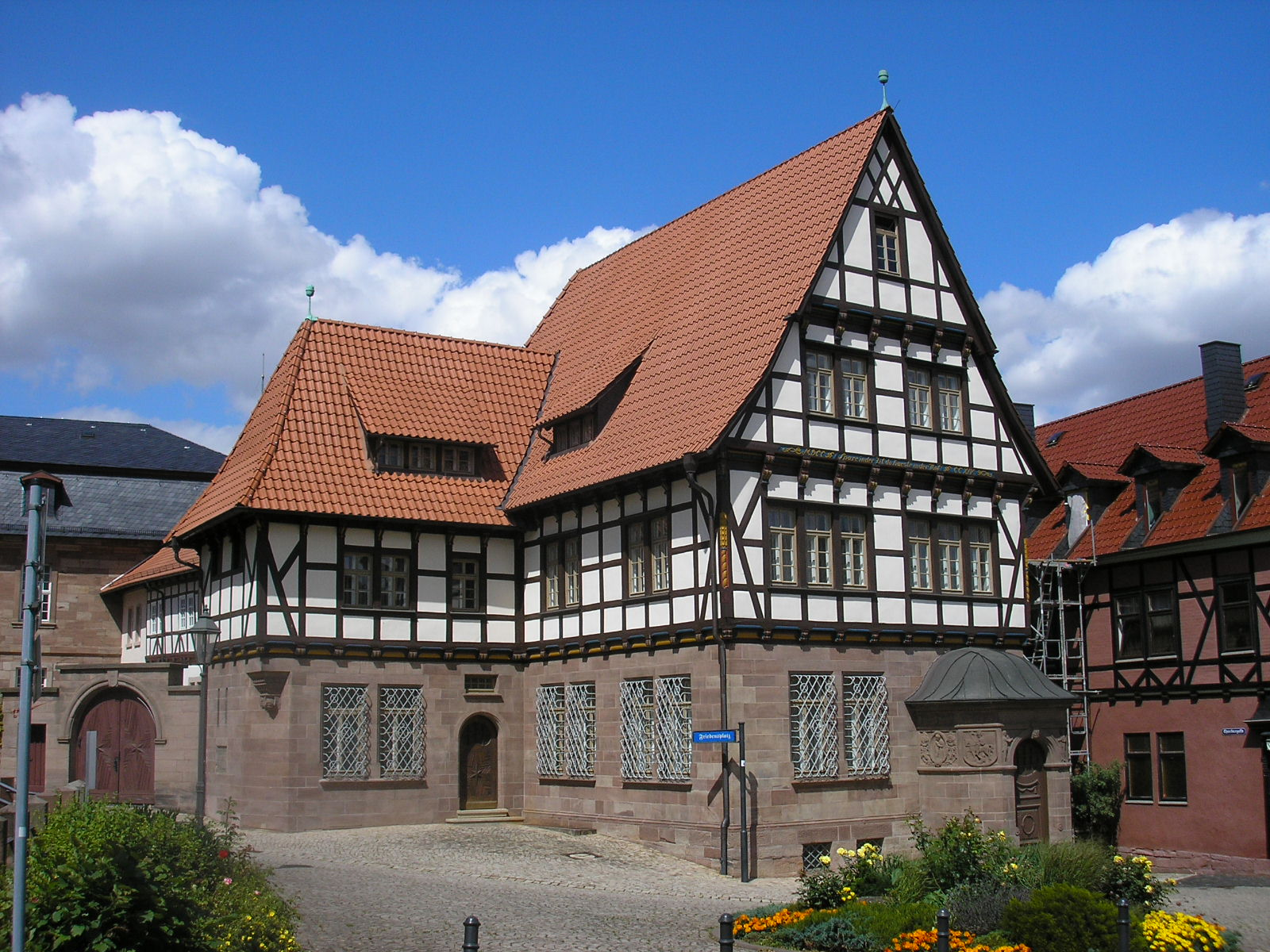
Fachwerkhaus in Heiligenstadt
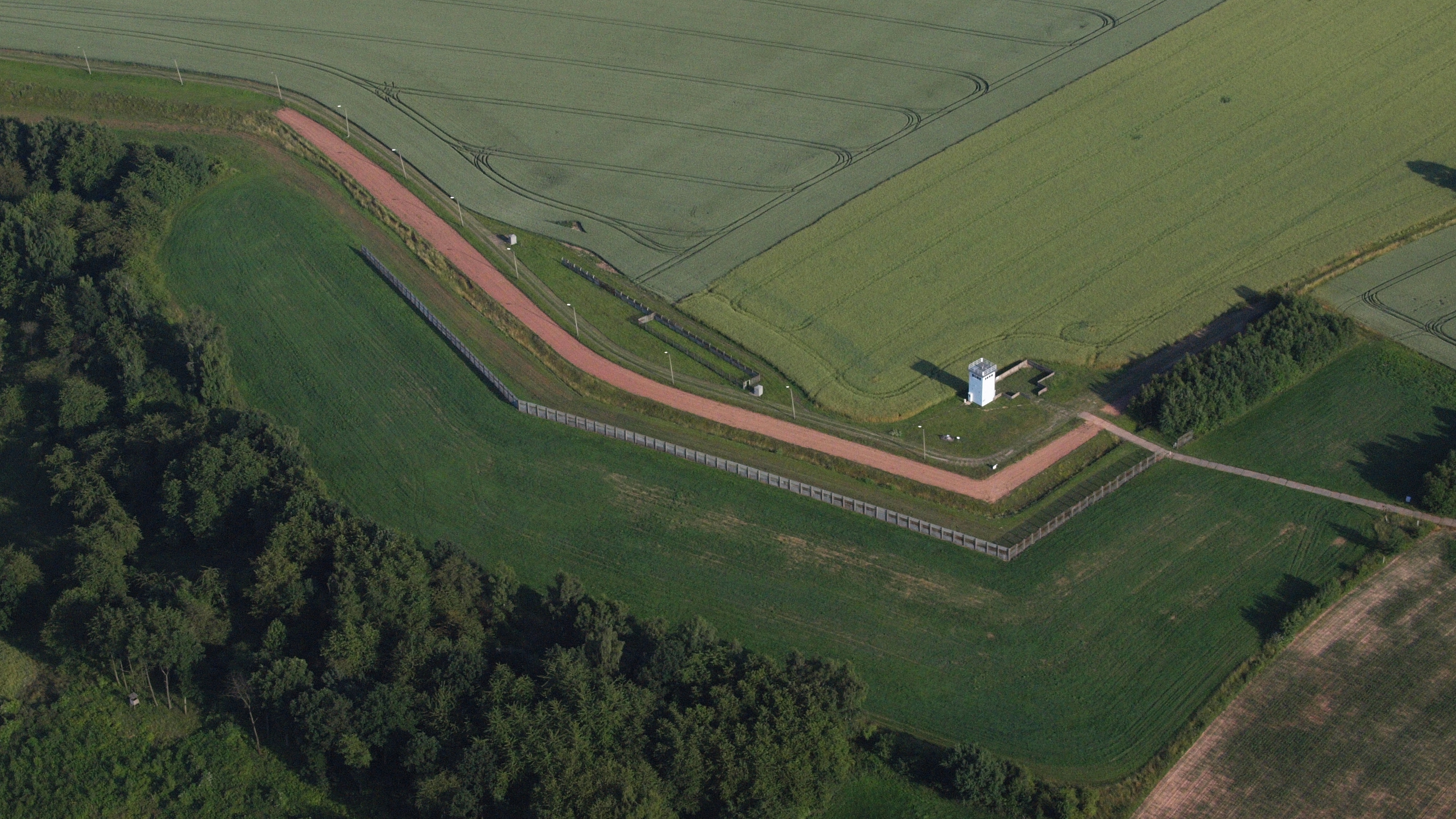
Grenzlandmuseum bei Teistungen
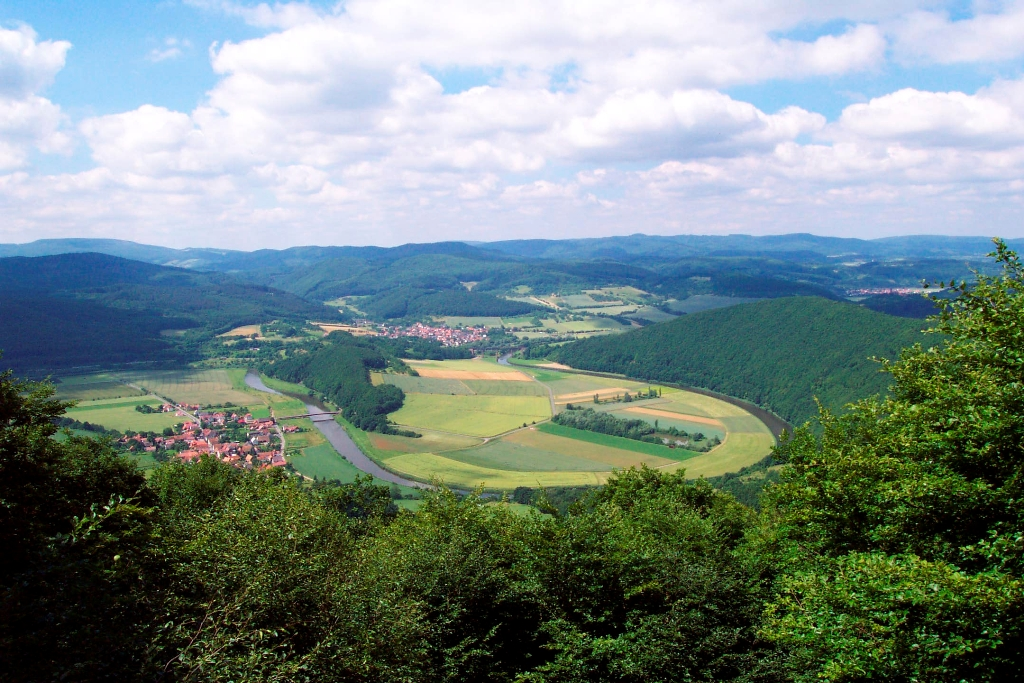
Werraschleife bei Lindewerra
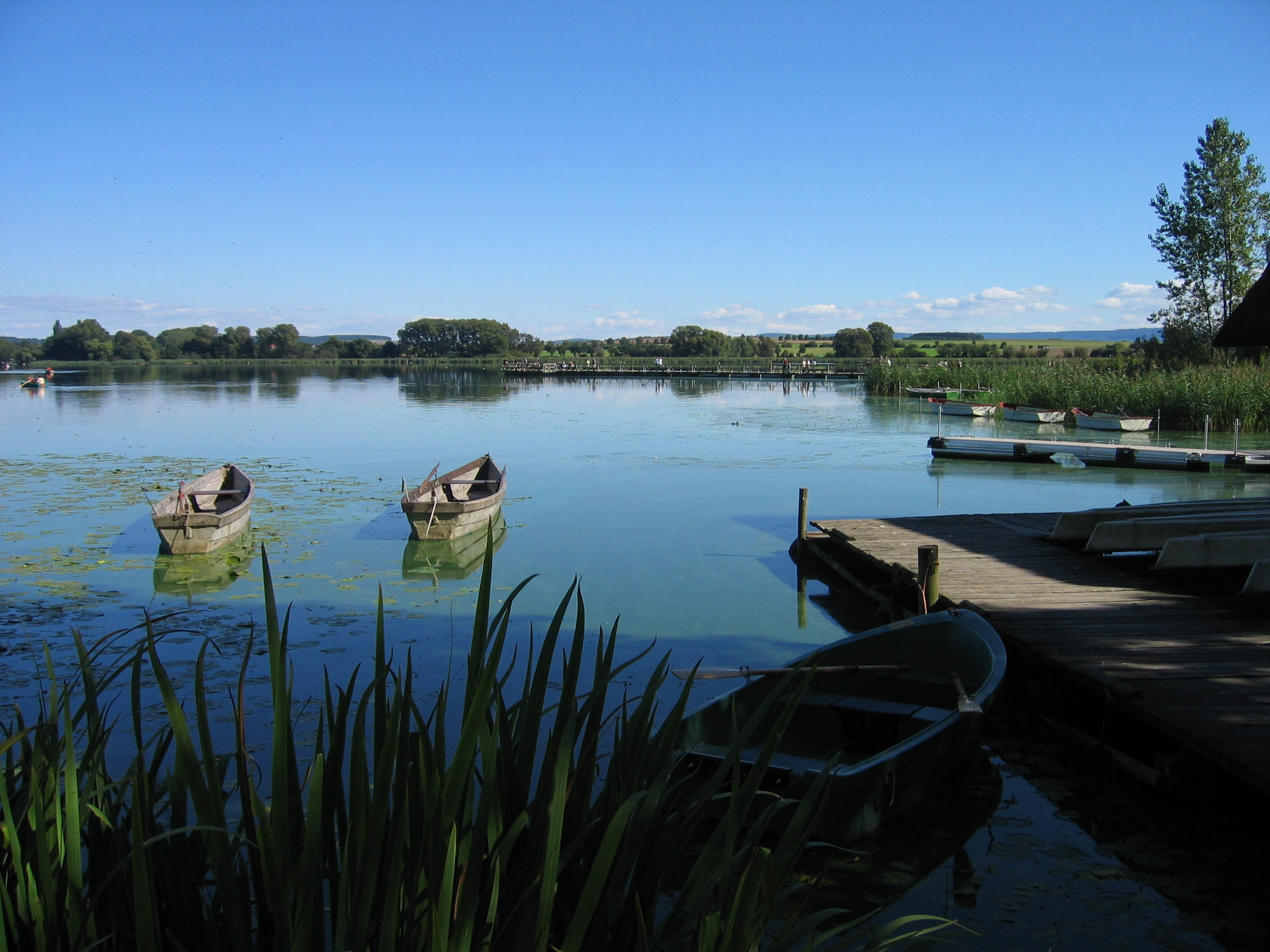
Seeburger See
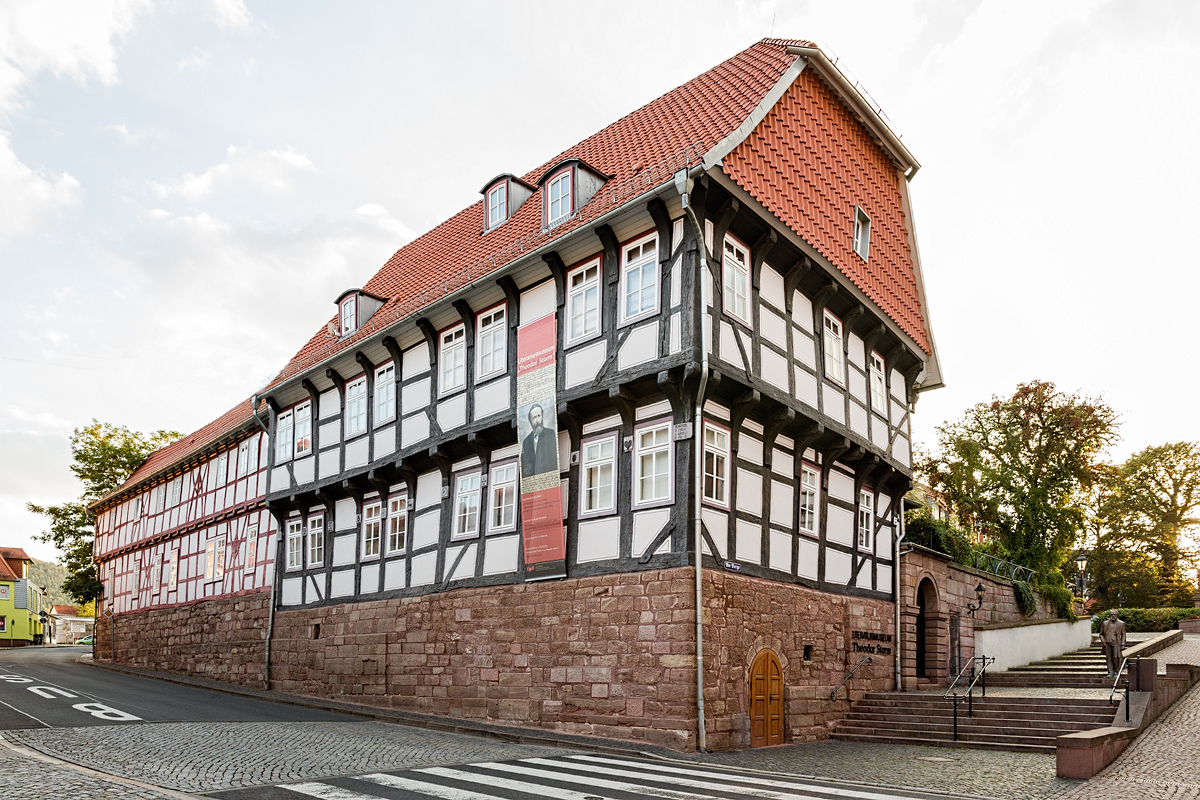
Literaturmuseum „Theodor Storm“ in Heiligenstadt
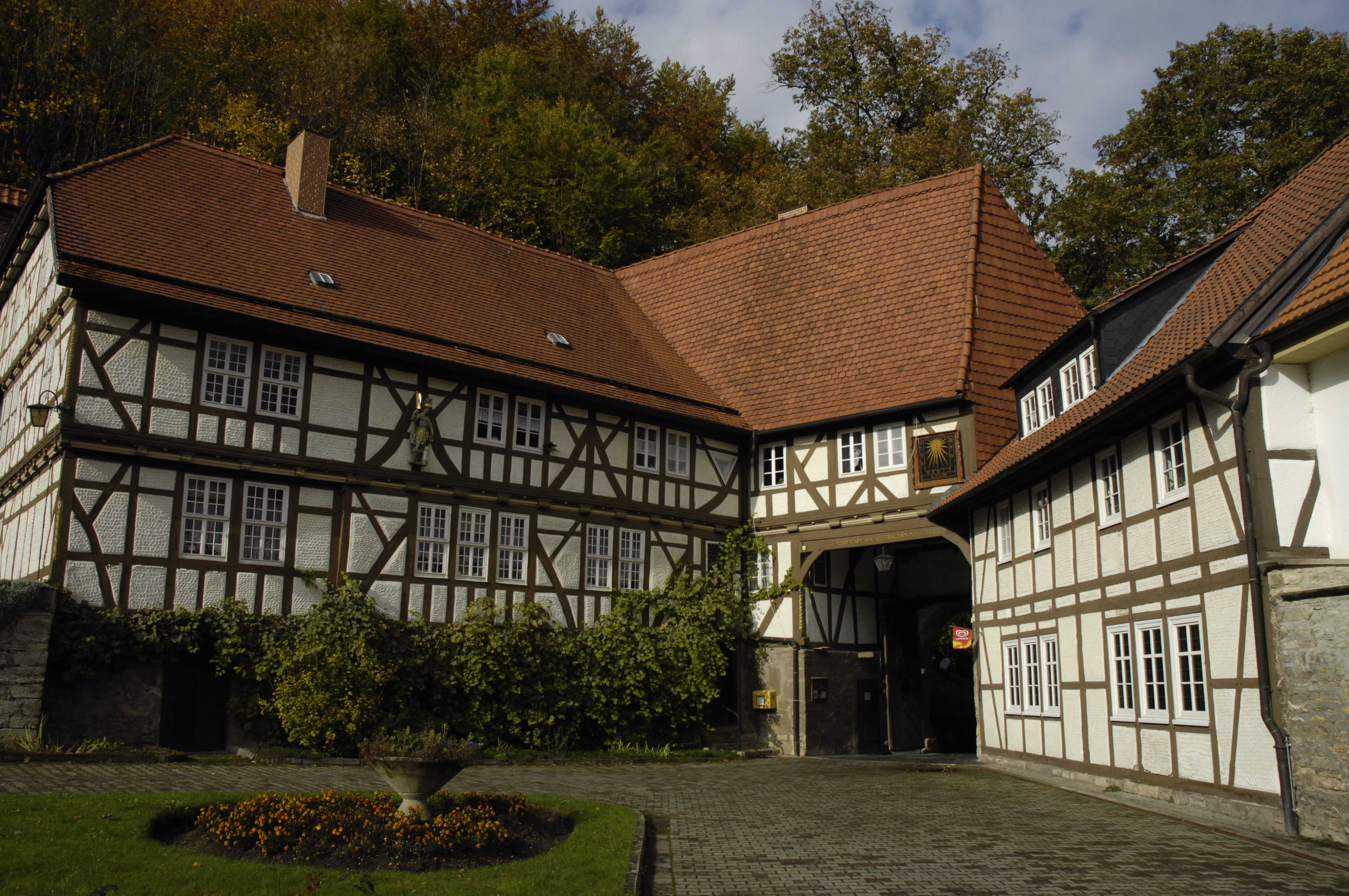
Kloster Zella im Südeichsfeld

## Kultur und Veranstaltungen

### Eichsfelder Heimattage
Seit 1913 fanden regelmäßig Eichsfelder Heimattage des Bundes der Eichsfelder Vereine in der Fremde statt, größere Unterbrechungen gab es während der beiden Weltkriege. Die Heimattage fanden immer an wechselnden Orten im Eichsfeld statt, während der Deutschen Teilung fanden sie überwiegend im niedersächsischen Untereichsfeld statt, seltener auch außerhalb (zum Beispiel 1984 in Wanfried). In der DDR waren dagegen solche Veranstaltungen unerwünscht. An den Eichsfeldtagen gab es die verschiedensten Veranstaltungen wie die Delegiertentreffen der Eichsfelder Vereine, einen Festumzug und einen Festgottesdienst. Heute werden die etwa alle zwei Jahre stattfindenden Eichsfeldtage unter anderem von der HVE Eichsfeld Touristik und den wechselnden Veranstaltungsorten organisiert.

### Eichsfelder Orgelherbst

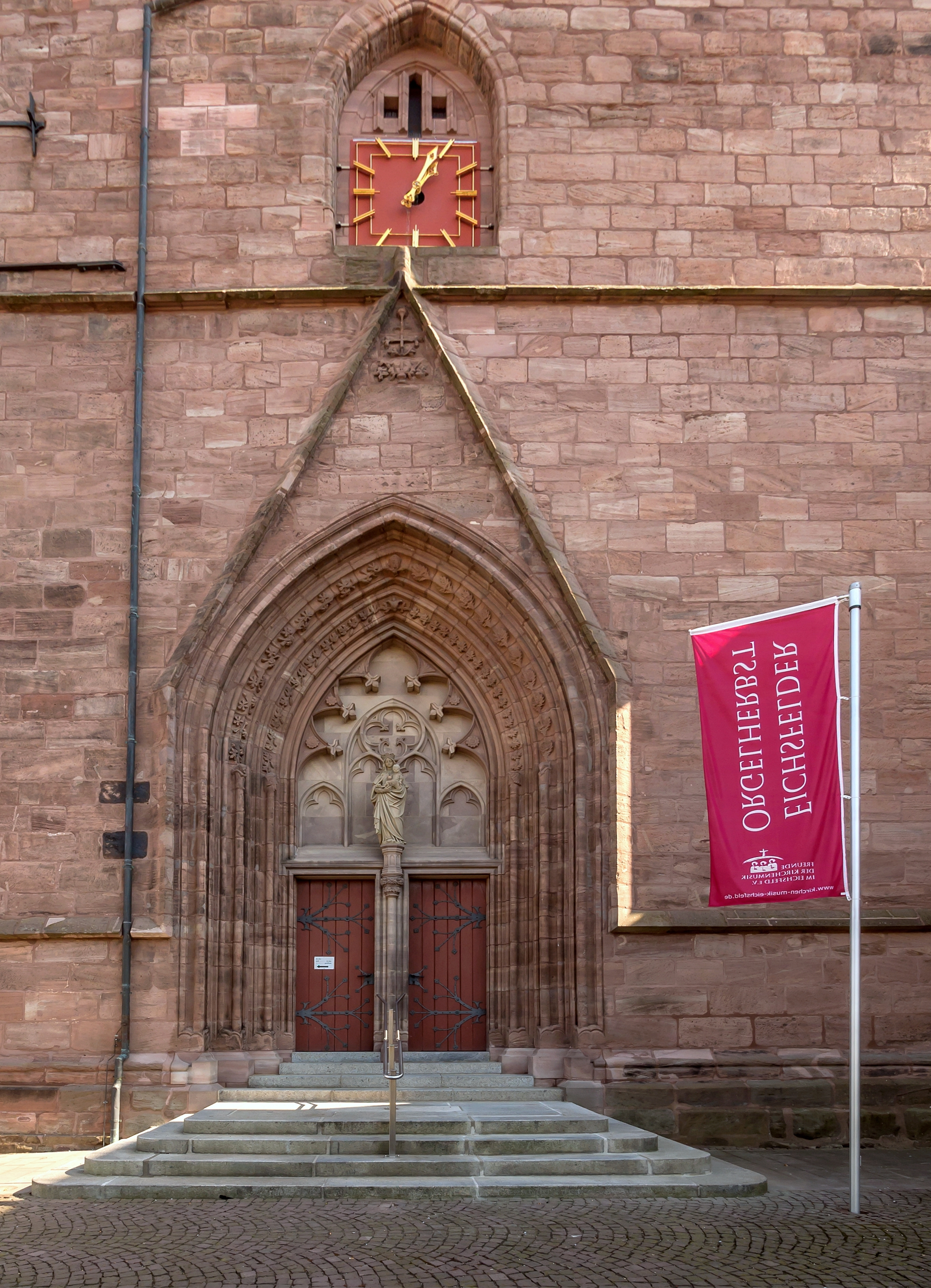
Portal der St.-Marien-Kirche in Heiligenstadt während des Orgelherbstes

Seit 2003 finden regelmäßig im Herbst Orgelkonzerte in wechselnden Kirchen des Eichsfeldes statt. Initiator dieser Konzertreihe ist der derzeitige Kantor für St. Marien in Heiligenstadt und die Region Eichsfeld, KMD Michael Taxer. Dabei treten nationale, aber auch internationale Solisten, Ensembles und Chöre auf.

### Neonazistischer „Eichsfeldtag“
Seit 2011 findet in der Region jährlich das neonazistische Rechtsrock-Festival „Eichsfeldtag“ statt, das vom verurteilten Neonazi und NPD-Politiker Thorsten Heise begründet wurde.

### Küche
Die traditionelle Eichsfelder Küche war früher insbesondere in Teilen des Obereichsfeldes durch die für die Landwirtschaft schwierigen geologischen und klimatischen Verhältnisse sowie die geringe Mechanisierung der Arbeit gekennzeichnet. Die Gerichte waren einfach und deftig. Zu den Eichsfelder Spezialitäten gehören die nach besonderen Rezepten hergestellten Schlachteprodukte, wie Feldgieker, Kälberblase, Stracke, Garwurst und Weckewurst. Zu festlichen Anlässen wurden große Bleche mit Schmandkuchen, verschiedene Torten und Zimtröllchen gebacken.

## Söhne und Töchter des Eichsfelds
- Albrecht Kunne (* um 1435 in Duderstadt, † unbekannt), Lehrling Johannes Gutenbergs und Inkunabeldrucker in Memmingen (1480–1520)
- Tilman Riemenschneider (* um 1460 in Heiligenstadt, † 7. Juli 1531 in Würzburg), Bildschnitzer
- Karl Christoph von Linsing (* 13. Juni 1703 in Berkefeld, heute Wüstung; † 6. Mai 1787 in Nienburg/Weser), Generalleutnant im Dienste des Kurfürstentums Hannover
- Josepha von Siebold (* 14. Dezember 1771 in Geismar; † 28. Februar 1849 in Darmstadt), erste deutsche Gynäkologin
- Heinrich Werner (* 2. Oktober 1800 in Kirchohmfeld; † 3. März 1833 in Braunschweig), Komponist des „Heidenrösleins“
- Johann Carl Fuhlrott (* 31. Dezember 1803 in Leinefelde; † 17. Oktober 1877 in Elberfeld (heute Wuppertal)), Entdecker des Neandertalers
- Heinrich Waldmann (* 28. Februar 1811 in Niederorschel; † 5. Januar 1896 in Heiligenstadt), katholischer Priester, Lehrer, Heimatforscher und Abgeordneter in der Frankfurter Nationalversammlung
- Levin Freiherr von Wintzingeroda-Knorr (1830–1902), Politiker, Landarmendirektor der Provinz Sachsen
- Georg Kardinal von Kopp (* 1837 Duderstadt, † 1914 Troppau), Fürstbischof von Breslau
- Josef Rodenstock (* 11. April 1846 in Ershausen, † 18. Februar 1932 in Erl bei Kufstein), Optiker, Gründer der Optischen Werke in München 1883
- Philipp Knieb (* 25. April 1849 in Niederorschel, † 16. Juni 1915 in Heiligenstadt), Geistlicher Rat und Förderer der wissenschaftlichen eichsfeldischen Geschichtsschreibung
- Hermann Iseke (* 1856 Holungen, † 1907 Deutsch-Südwestafrika), Dichter des „Eichsfelder Sangs“ und anderer Werke
- Franz Gleitze (* 13. November 1869 in Seeburg, † 8. Juni 1958 in Seeburg), Heimatdichter
- Georg Greve (* 1. Mai 1876 in Lindau; † 16. Juli 1963 in Duderstadt), Maler des Impressionismus, Träger des Villa-Romana-Preises
- Konrad Hentrich (* 10. Oktober 1880 in Leinefelde; † 22. Juni 1972 in Hamburg) war ein deutscher Sprachwissenschaftler und Hochschullehrer.
- Georg Schreiber (* 5. Januar 1882 in Rüdershausen, † 24. Februar 1963 in Münster), Wissenschafts- und Kulturpolitiker, Zentrumspolitiker, Universitätsprofessor, Päpstlicher Hausprälat, Apostolischer Protonotar, Senator der Max-Planck-Gesellschaft, Reichstagsabgeordneter für den Wahlkreis Westfalen-Nord von 1920 bis 1933
- Heino Zinserling (* 24. Oktober 1891 in Duderstadt; † 26. Mai 1980 in Hamburg-Wilhelmsburg), akademischer Maler und international anerkannter Grafiker
- Karl Hackethal (* 1901 in Reinholterode, † 1990 in Duderstadt), Oberlandwirtschaftsrat und Politiker (CDU), Mitglied des Landtages in Niedersachsen von 1951 bis 1957, Mitglied des Bundestages von 1957 bis 1961, Kreistagsabgeordneter des Landkreises Duderstadt (DUD) von 1948 bis 1968, Ratsherr der Stadt Duderstadt, Träger des Bundesverdienstkreuzes 1. Klasse
- Matthias Gleitze (* 31. Dezember 1902 in Seeburg, † 25. Oktober 1989 in Duderstadt), Kommunalpolitiker und Buchautor, Träger des Bundesverdienstkreuzes 1. Klasse
- Julius Hackethal (* 6. November 1921 in Reinholterode, † 17. Oktober 1997 in Bernau am Chiemsee), Chirurg und Befürworter der Sterbehilfe
- Karl Dietrich (* 9. Juli 1927 in Wachstedt, † 6. Februar 2014 in Weimar), Komponist und Professor für Komposition an der Franz-Liszt-Musikhochschule in Weimar
- Ingrid Dietrich (* 13. März 1944 in Silberhausen), emeritierte Professorin für Interkulturelle Pädagogik an der Pädagogischen Hochschule Heidelberg
- Willibald Böck (* 31. Dezember 1946 in Bernterode, † 2. August 2016 in Breitenworbis), erster Thüringer Innenminister nach der Landesneugründung 1990
- Gerold Wucherpfennig (* 23. September 1957 in Seulingen), MdL, Minister a. D., Eichsfeldliterat und Träger der Eichsfelder Heimatplakette
- Dieter Althaus (* 29. Juni 1958 in Heiligenstadt), Ministerpräsident a. D. des Freistaates Thüringen
- Christina Tasch (* 11. November 1959 in Küllstedt), Mitglied des Thüringer Landtags seit 1998, 1993 bis 2010 Landesvorsitzende der Frauen-Union Thüringen, 2010 bis 2020 Vorsitzende der CDU Eichsfeld
- Hans Georg Näder (* 1961 in Duderstadt), Geschäftsführer der Firmengruppe Otto Bock, Ehrenringträger und Ehrenbürger der Stadt Duderstadt
- Torsten W. Müller (* 1982), Leiter des Eichsfeldmuseums (2015–2022)
- Johann Vinzenz Wolf (* 1743 in Kreuzebra, † 1826 in Nörten-Hardenberg), Jesuit, Lehrer und Historiker. Er  war der Vater der eichsfeldischen Geschichtsschreibung.

## Mit dem Eichsfeld verbundene Persönlichkeiten
- Georg Ernst Levin Graf von Wintzingerode (1752–1834), württembergischer Regierungschef und Außenminister 1801–1807 und 1814–1816, Erb- und Gerichtsherr zu Bodenstein etc.
- Ferdinand Freiherr von Wintzingerode (1770–1818), russischer General der Kavallerie und Generaladjutant Alexanders I., österreichischer Feldmarschallleutnant, Mitbesitzer des Rittergutes Unterhof in Kirchohmfeld
- Heinrich Levin Graf von Wintzingerode (1778–1856), württembergischer Diplomat und Staatsmann, Außenminister 1819–1823, Erb- und Gerichtsherr zu Bodenstein
- Heinrich Heine (1797–1856), Dichter, Schriftsteller und Journalist, Juni 1825 evangelische Taufe in Heiligenstadt
- Theodor Storm (1817–1888), Schriftsteller, 1856–1863 Kreisrichter in Heiligenstadt
- Wilko Levin Graf von Wintzingerode-Bodenstein (1833–1907), MdR, 1876–1900 Landesdirektor (später Landeshauptmann) der preußischen Provinz Sachsen und Präsident des Evangelischen Bundes, Fideikommissherr zu Bodenstein
- Lode van der Linden (1888–1960), Professor, akademischer Maler und Architekt belgischer Nationalität, Aufenthalt in Duderstadt von 1917 bis 1927 und von 1944 bis 1950, Maler zahlreicher Bilder über das Untereichsfeld

### Landeskunde
- Carl August Nobrack: Ausführliche geographisch-statistisch-topographische Beschreibung des Regierungsbezirks Erfurt. Erfurt 1841.
- Carl Duval: Das Eichsfeld. (Reprint). Harro von Hirschheydt Verlag, Hannover-Dören 1979, ISBN 3-7777-0002-9.
- Historische Commission für die Provinz Sachsen und das Herzogtum Anhalt (Hrsg.); Levin Freiherr von Wintzingeroda-Knorr: Die Wüstungen des Eichsfeldes. Verzeichnis der Wüstungen, vorgeschichtlichen Wallburgen, Bergwerke, Gerichtsstätten und Warten innerhalb der landräthlichen Kreise Duderstadt (Provinz Hannover), Heiligenstadt, Mühlhausen (Land und Stadt) und Worbis (Provinz Sachsen). Hendel, Halle 1903. (Neudruck: Mecke, Duderstadt 1995, ISBN 3-923453-70-1)
- Karl Paul Haendly: Das kurmainzische Fürstentum Eichsfeld im Ablauf seiner Geschichte, seine Wirtschaft und seine Menschen 897 bis 1933. Erweitert bis 1963. Mecke, Duderstadt 1996, ISBN 3-923453-77-9.
- Ulrich Leander Braun, Hans-Joachim Brudniok: Dörfer auf dem Eichsfeld. In: Siedlungsstrukturen in Niedersachsen. Mecke, Duderstadt 1994, ISBN 3-923453-59-0.
- Maria Hauff, Hans-Heinrich Ebeling: Duderstadt und das Untereichsfeld. Lexikon einer Landschaft in Südniedersachsen. Mecke, Duderstadt 1996, ISBN 3-923453-85-X.
- Torsten W. Müller: Neue Heimat Eichsfeld? Flüchtlinge und Vertriebene in der katholischen Ankunftsgesellschaft. Mecke-Verlag, Duderstadt 2010, ISBN 978-3-936617-93-1.
- Bernhard Opfermann/Thomas T. Müller (Bearb.): Gestalten des Eichsfeldes. Ein biographisches Lexikon. 2. Aufl. Cordier, Heiligenstadt 1999, ISBN 3-929413-37-X.
- Hermann Raabe: Hast Du mein Eichsfeld nicht gesehen…Ein Heimatbuch. Verlag F. W. Cordier, Heiligenstadt 2013, ISBN 978-3-939848-33-2.
- Günther Wiegand: Eichsfeldische Bibliographie. Die Literatur über das Eichsfeld von den Anfängen bis 2008, zwei Bände, Mecke, Duderstadt 2015, ISBN 978-3-86944-150-4.
- Ulrich Harteisen, Ansgar Hoppe, Hansjörg Küster, Torsten W. Müller, Haik Thomas Porada, Gerold Wucherpfennig (Hg.): Das Eichsfeld. Eine landeskundliche Bestandsaufnahme (Landschaften in Deutschland. Bd. 79). Verlag Böhlau, Wien, Köln, Weimar 2018, ISBN 978-3-412-22539-1.
- Albert Nehmer: Beiträge zur Landeskundes des Eichsfeldes. In: Mitteilungen d. Vereins f. Erdkunde Halle (1903), S. 77–127
- Dietrich Denecke: Historisch-Geographische Fragestellungen zur mittelalterlichen Siedlungsentwicklung im Unteren Eichsfeld. In: Nachrichten aus Niedersachsens Urgeschichte. Band 54, Hildesheim 1985, S. 27–38
- Herbert Buschendorf: Kulturgeographie des Eichsfeldes. Naturwiss. Diss. 1931. Halle-Wittenberg, 148 S.

### Geschichte
- Johann Vinzenz Wolf: Politische Geschichte des Eichsfeldes: mit Urkunden erläutert. Band I und Band II, Rosenbusch, Göttingen 1792/1793.
- Johann Vinzenz Wolf: Geschichte des Eichsfeld. Schmieder, Hannover 1805.
- Hans H. Ebeling, Hans R. Fricke: Leid – Hoffnung – Freude. Die Grenze im Eichsfeld. Verlag Göttinger Tageblatt, Göttingen 1991, ISBN 3-924781-20-6.
- Heinz Siebert: Das Eichsfeld unter dem Sowjetstern. Ergänzte Ausgabe, bearbeitet von Bernhard Opfermann. Mecke, Duderstadt 1992, ISBN 3-923453-47-7.
- Peter Aufgebauer u. a.: Niedersachsen – vom Grenzland zum Land in der Mitte. Das Eichsfeld. Ein deutscher Grenzraum. Hrsg.: Niedersächsische Landeszentrale für politische Bildung. Mecke, Duderstadt 2002, ISBN 3-932752-95-3 (Online [PDF; 2,1 MB; abgerufen am 24. August 2021]).
- Eduard Fritze: Die letzten Kriegstage im Eichsfeld und im Raum Mühlhausen vom 3. bis 10. April 1945. Rockstuhl, Bad Langensalza 2002, ISBN 3-936030-06-5.
- Thomas Müller, Maik Pinkert (Hrsg.): Kriegsende und Neubeginn im Landkreis Eichsfeld 1945/1946. Eine zeitgenössische Dokumentation. (= Beiträge aus den Archiven im Landkreis Eichsfeld. Band 2). Eichsfeld-Verlag, Heilbad Heiligenstadt 2003, ISBN 3-935782-00-4.
- Matthias Degenhard: Vom Leben und Leiden der Eichsfelder im Ersten Weltkrieg – Eine Quellenedition. Herausgeber: Verein für Eichsfeldische Heimatkunde e. V. und Heimatverein Goldene Mark (Untereichsfeld) e. V. Duderstadt 2018, ISBN 978-3-86944-188-7.
- Felix Tasch: Eichsfelder Waffendienstverweigerer. Bausoldaten und katholische Kirche im Eichsfeld: Gemeinsames Friedenszeugnis oder einsame Gewissensentscheidung? Mecke Verlag, Duderstadt 2018, ISBN 978-3-86944-191-7.
- Petra Behrens: Regionale Identität und Regionalkultur in Demokratie und Diktatur. Heimatpropaganda, regionalkulturelle Aktivitäten und die Konstruktion der Region Eichsfeld zwischen 1918 und 1961 (Historische Grundlagen der Moderne; Bd. 6). Nomos VG, Baden-Baden 2012, ISBN 978-3-8329-7655-2 (zugl. Dissertation, Universität Hannover 2010).
- Christian Stöber: „Lehren ziehen, Erfahrungen sammeln und ein Beispiel schaffen für den Aufbau des Sozialismus“ – SED-Herrschaft in den 1950er-Jahren und die Entstehung des Eichsfeldplans. In: Eichsfeld-Jahrbuch, Jg. 22 (2014), S. 281–312.
- Christian Stöber: Rosenkranzkommunismus. Die SED-Diktatur und das katholische Milieu im Eichsfeld 1945–1989. Ch. Links Verlag, Berlin 2019, ISBN 978-3-96289-064-3.

### Bauwerke
- Rolf G. Lucke, Josef Keppler u. a.: Die Kirchen im Eichsfeld. Kirchen- und Kunstführer. Hrsg.: Verein für Eichsfeldische Heimatkunde und vom Heimatverein Goldene Mark, Untereichsfeld, e.V. Mecke, Duderstadt 2005, ISBN 3-936617-41-4.

### Religion
- Rudolf Linge, Peter Schmidt: Kirche und Glauben im Eichsfeld. Cordier, Heiligenstadt 1975, DNB 760095221.
- Olof Klohr: Die katholische Kirche auf dem Eichsfeld – eine Dokumentation. Forschungsgruppe Wissenschaftlicher Atheismus, Forschungsbericht 43, Rostock 1987.[29]
- Arno Wand: Kirchengeschichte des thüringischen Eichsfeldes vom 8. bis 20. Jahrhundert. Eine katholische Enklave in Mitteldeutschland. Verlag Cordier, Heiligenstadt 2018, ISBN 978-3-939848-61-5.
- Christian Stöber: Die SED-Diktatur und das katholische Milieu im Eichsfeld 1945–1989; Ch. Links Verlag 2019, ISBN 978-3-96289-064-3  (basierend auf seiner Dissertation[30])

### Volkskunde
- Manfred Lückert: Ein Streifzug durch das ländliche Eichsfeld 1885–1965. Rockstuhl, Bad Langensalza 2006, ISBN 3-937135-75-8.
- Manfred Lückert: Liebenswertes Eichsfeld. Vom alltäglichen Leben im Dorf. Tradition und Glaube. 1890–1990. Rockstuhl, Bad Langensalza 2009, ISBN 978-3-86777-029-3.